# Монграндо
Монграндо (итал. Mongrando) је насеље у Италији у округу Бијела, региону Пијемонт.
Према процени из 2011. у насељу је живело 4022 становника. Насеље се налази на надморској висини од 342 м.

## Становништво
Према резултатима пописа становништва 2011. у општини је живело 3.977 становника.
| 1936. | 1951. | 1961. | 1971. | 1981. | 1991. | 2001. | 2011. |
| ----- | ----- | ----- | ----- | ----- | ----- | ----- | ----- |
| 3.256 | 3.656 | 4.095 | 4.046 | 3.977 | 4.020 | 4.022 | 3.977 |